# Babasónicos
I Babasónicos sono un gruppo musicale rock argentino attivo dal 1991. Dopo essere emersi tra i gruppi new rock argentini tra la fine degli anni 1980 e l'inizio degli anni 1990, sono diventati uno dei principali gruppi del movimento rock underground "sonico" in Argentina verso la fine degli anni 1990.
Il nome della band deriva in parte dal guru indiano Sai Baba e in parte dal titolo adottato nella versione in lingua spagnola della  sitcom animata I pronipoti, ovvero Los Supersónicos.
La formazione iniziale della band era composta dal cantante Adrián "Dárgelos" Rodríguez, dal tastierista Diego "Uma-T" Tuñón, dal chitarrista e cantante Diego "Uma" Rodríguez, dal batterista Diego "Panza" Castellano, dal chitarrista Mariano "Roger" Domínguez e dal bassista Gabriel "Gabo" Manelli.
Nel 1994, in occasione del loro secondo album Trance Zomba, i Babasónicos ingaggiarono come ospite DJ Peggyn, il quale rimase all'interno della band fino alla pubblicazione dell'album Miami (1999). Nello stesso anno la band vide la partenza del loro manager di lunga data Cosme.
Nel 1999 i Babasónicos collaborarono con Ian Brown su una canzone che porta il loro nome nel suo album Golden Greats.
Nel 2001 la band pubblicò Jessico, il loro album di maggior successo commerciale ed acclamato dalla critica fino a quel momento, raggiungendo un vasto pubblico mainstream con singoli come Los Calientes, El Loco e Deléctrico.
I successivi album Infame (2003), Anoche (2005) e Mucho (2008) ricevettero altrettante lodi da parte della critica, ed ognuno di essi è stato indicato da diversi media come uno dei migliori album argentini nei rispettivi anni di pubblicazione.
I Babasonicos hanno anche composto la colonna sonora del film di Vera Fogwill Las mantenidas sin sueños (2005).
Il 12 gennaio 2008 la band comunicò sul proprio sito ufficiale che il bassista Gabriel Manelli era morto a causa della malattia di Hodgkin, di cui soffriva durante il tour di supporto all'album Infame. Al suo posto venne chiamato il polistrumentista Carca a partire dall'album A propósito (2011).

## Discografia

### Album studio
- 1992 - Pasto
- 1994 - Trance zomba
- 1996 - Dopádromo
- 1997 - Babasónica
- 1999 - Miami
- 2001 - Jessico
- 2003 - Infame
- 2005 - Anoche
- 2008 - Mucho
- 2011 - A propósito
- 2013 - Romantisísmico
- 2018 - Discutible
- 2022 - Trinchera

### Altri album
- 1998 - Vórtice marxista (raccolta)
- 2000 - Vedette (raccolta)
- 2000 - Groncho (raccolta B-side)
- 2000 - Babasónica Electrónica (remix)
- 2002 - Jessico Megamix (remix)
- 2002 - Jessico Dance Mix (remix)
- 2005 - Mezclas Infame (remix)
- 2007 - Las mantenidas sin sueños (colonna sonora)
- 2007 - Luces (live)
- 2009 - Mucho + (raccolta)
- 2011 - Carolo (raccolta)
- 2016 -	Inflame (raccolta)
- 2016 - Desde Adentro - Impuesto de Fe (live)
- 2017 - Repuesto de Fe (live)